# Municipio de Randolph (Pensilvania)
El municipio de Randolph (en inglés: Randolph Township) es un municipio ubicado en el condado de Crawford en el estado estadounidense de Pensilvania. En el año 2000 tenía una población de 1.838 habitantes y una densidad poblacional de 16 personas por km².

## Geografía
El municipio de Randolph se encuentra ubicado en las coordenadas 41°31′00″N 80°06′59″O / 41.51667, -80.11639.

## Demografía
Según la Oficina del Censo en 2000 los ingresos medios por hogar en la localidad eran de $35,677 y los ingresos medios por familia eran de $40,345. Los hombres tenían unos ingresos medios de $31,953 frente a los $21,711 para las mujeres. La renta per cápita de la localidad era de $15,939. Alrededor del 9,4% de la población estaba por debajo del umbral de pobreza.